# Câble sous-marin SPM
Le câble sous-marin SPM, pour Saint-Pierre et Miquelon, est une connexion internationale en fibre optique qui relie les îles Saint-Pierre et Miquelon à l'île de Terre-Neuve, au Canada mise en service en mai 2018,. Il relie précisément la commune française de Saint-Pierre à Lamaline (Terre-Neuve-et-Labrador), la commune française de Miquelon-Langlade à Fortune (Terre-Neuve-et-Labrador), ainsi que les deux communes françaises entre-elles.
Il appartient à la collectivité territoriale de Saint-Pierre-et-Miquelon et a été posé par Alcatel Submarine Networks (ASN). Il mesure près de 150 km de long.

## Histoire
En 2015, la collectivité territoriale de Saint-Pierre-et-Miquelon annonce le projet d'installation d'un câble sous-marin reliant l'archipel au Canada par double jonction avec l'île de Terre-Neuve, en vue de désenclaver le territoire par la création d'un réseau d'initiative publique (RIP) d'accès à Internet à très haut débit en fibre optique. Le marché est attribué à la société Alcatel Submarine Networks pour un montant de 10 millions d'euros. La collectivité a préalablement obtenu une aide de l'État en 2013 d'un montant de 5 millions d'euros dans le cadre du plan France Très Haut Débit (PFTHD).
Le 9 mai 2018, le premier tronçon de cinq kilomètres du câble sous-marin SPM, aussi appelé « câble numérique », est installé entre Miquelon-Langlade et Fortune, au Canada par le navire câblier Île-de-Sein d'Alcatel Submarine Networks. Le dernier tronçon est posé pendant le printemps 2018. L'opérateur local Globaltel remporte l'appel d'offres émis par la collectivité territoriale de Saint-Pierre-et-Miquelon pour une durée de cinq ans, au détriment de son concurrent SPM Telecom qui a décidé de contester la validité du contrat.